# Gottfried von Katte
Gottfried Friedrich Wilhelm von Katte (* 12. Oktober 1789 in Zollchow; † 5. März 1866 in Berlin) war ein preußischer Generalleutnant.

## Leben

### Herkunft
Gottfried war ein Sohn des preußischen Majors Auguste Friedrich Levin von Katte (1743–1826) und dessen Ehefrau Anna Elisabeth Fürchtegott, geborene von Arnstedt (1749–1802) aus dem Haus Brumby. Der Oberstleutnant Friedrich von Katte (1770–1836) war sein Bruder.

### Militärkarriere
Katte trat am 12. Februar 1801 als Junker in das Husarenregiment „von Schultz“ der Preußischen Armee und avancierte Ende April 1803 zum Kornett. Im Vierten Koalitionskrieg wurde er im Gefecht bei Criewitz verwundet und nach der Schlacht bei Lübeck durch die Kapitulation von Ratekau inaktiv gestellt.
Nach dem Frieden von Tilsit wurde Katte am 1. Januar 1808 mit Patent vom 22. November 1807 als Sekondeleutnant im Brandenburgischen Husaren-Regiment wieder angestellt. Am 20. Juni 1813 wurde er dann als Premierleutnant dem leichten Garde-Kavallerie-Regiment aggregiert und am 21. Juni 1813 einrangiert. Während der Befreiungskriege erwarb er bei einem Streifzug nach Coburg das Eiserne Kreuz II. Klasse und im Gefecht bei Zwickau das Kreuz I. Klasse. Ferner befand Katte sich bei Zillnitz, Lasdorf und Chalons, wo er den russischen Ehrensäbel für Tapferkeit bekam. Außerdem kämpfte er bei Großgörschen, Brienne, Arcis-sur-Aube und Paris, wo er den Orden des Heiligen Wladimir IV. Klasse mit Schleife erhielt.
Ende April 1814 stieg Katte zum Stabsrittmeister auf und wurde am 21. Februar 1815 in das Garde-Husaren-Regiment versetzt. Dort avancierte er 8. Juni 1815 zum Rittmeister und Eskadronchef. Als Major und etatsmäßiger Stabsoffizier folgte ab Ende März 1825 eine Verwendung im 6. Husaren-Regiment. Am 9. Oktober 1833 beauftragte man Katte zunächst mit der Führung des 2. Ulanen-Regiments und ernannte ihn am 30. März 1834 zum Regimentskommandeur. Mit der Beförderung zum Oberstleutnant erhielt er am 30. März 1836 das Kommando über das Garde-Dragoner-Regiment. In dieser Stellung am 30. März 1838 mit Patent vom 10. April 1848 zum Oberst befördert, wurde Katte im Juni 1838 mit dem Orden der Heiligen Anna II. Klasse mit Brillanten ausgezeichnet. Mitte September 1843 erhielt er den Johanniter-Orden und Ende September 1843 auch den Orden des Heiligen Wladimir III. Klasse. Im gleichen Jahr wurde er am 2. November 1843 zum Kommandeur der 7. Kavallerie-Brigade ernannt und am 30. März 1844 zum Generalmajor befördert. Am 2. Mai 1849 wurde er Führer der Kavalleriebrigade bei der Mobilien Division bei Halle. Am 30. Mai 1850 bekam er das Kommandeurkreuz I. Klasse des Hausordens vom Goldenen Löwen. Während des Kurhessischen Verfassungskonflikts im Jahr 1850 führte er die Avantgarde in Hessen und nahm auch am 8. November 1850 am Gefecht bei Bronzell teil.
Anlässlich seines 50-jährigen Dienstjubiläums am 25. Februar 1851 bekam er den Stern zum Roten Adlerorden II. Klasse mit Eichenlaub. Am 4. März 1852 wurde er mit dem Charakter als Generalleutnant mit einer Pension zur Disposition gestellt. Er starb am 5. März 1866 in Berlin und wurde am 9. März 1866 auf dem Invalidenfriedhof beigesetzt. In der Dorfkirche von Zollchow befindet sich Gedenktafeln für ihn und seinen Bruder.

### Familie
Katte heiratete am 16. Juni 1816 in Zollchow Charlotte Wilhelmine Leopoldine von der Hagen (1797–1872) aus dem Haus Rhinow. Sie wurde am 10. Mai 1872 auf dem Invalidenfriedhof beigesetzt. Das Paar hatte eine Tochter die jung starb sowie den Sohn Gottfried Hugo Theodor (1820–1896). Der spätere Oberst war mit Wanda Freiin von Buddenbrock-Hettersdorff verheiratet, das Paar hatte zwei Söhne.